# Жуазеиро до Норте
Жуазеиро до Норте (порт. Juazeiro do Norte) град је у Бразилу у савезној држави Сеара. Према процени из 2007. у граду је живело 242.139 становника.

## Становништво
Према процени из 2007. у граду је живело 242.139 становника.
| 1991.   | 2000.   |
| ------- | ------- |
| 173,566 | 212,133 |